# My Own Private River
My Own Private River è un film del 2011 diretto da James Franco.
Il film è composto da un rimontaggio del film Belli e dannati diretto da Gus Van Sant nel 1991, in omaggio all'attore preferito di Franco, River Phoenix. Franco ha definito Belli e dannati uno dei suoi film preferiti e ha elogiato la performance di River come la migliore dell'attore.
My Own Private River è stato mostrato al pubblico per la prima volta all' Hollywood Theatre il 25 settembre 2011, poi al Walter Reade Theatre il 19 febbraio 2012 e successivamente Film Society of Lincoln Center il 24 febbraio 2012.

## Produzione
Nel 2007, in una conferenza a New York City per il film del 2008 Milk, Franco e Van Sant hanno risposto a delle domande riferite al film preferito di Franco, che si è rivelato essere proprio My Own Private Idaho. Van Sant ha gradito l'apprezzamento di Franco per il film e ha convinto quest'ultimo a fare un tour delle location del film a Portland, Oregon. Franco ha espresso il desiderio di prendere visione delle scene inedite del film originale.
Van Sant ha mostrato a Franco la collezione di film inediti ed essendo interessato a digitalizzare e assemblare i filmati, decise di realizzarne un vero e proprio film. Franco ha dichiarato: «Ho montato il film come immaginavo avrebbe fatto Gus se avesse realizzato My Own Private Idaho oggi.»